# 2025년 동계 스페셜 올림픽
제18회 동계 스페셜 올림픽 세계 대회는 2025년 1월 29일에서 2월 9일까지 이탈리아 토리노-피에몬테주에서 열릴 스페셜 올림픽이다.